# Fairtrade Sverige

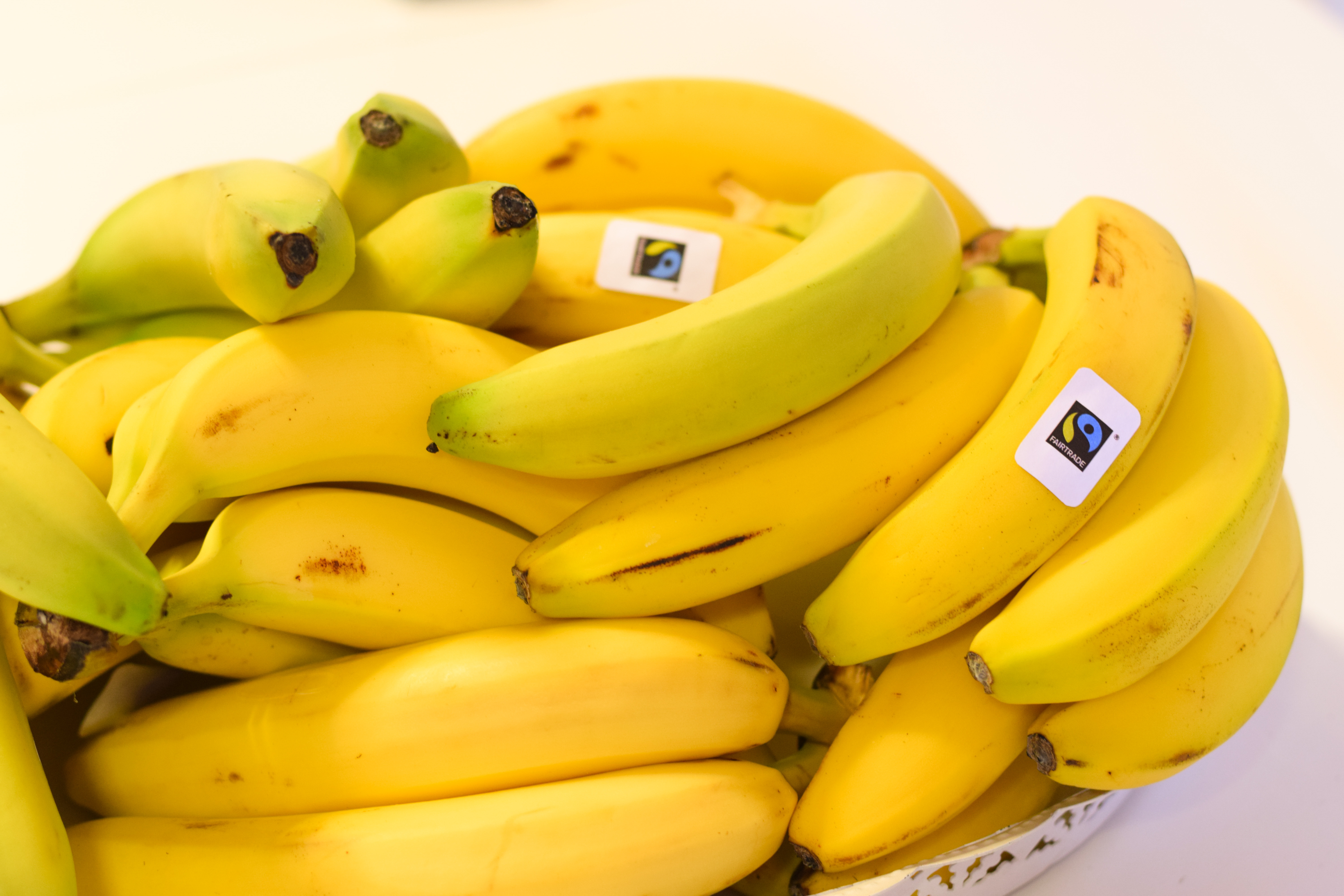

Fairtrade Sverige är den svenska representationen av Fairtrade International. Fairtrade Sverige är en icke-vinstdrivande organisation som består av en förening och ett bolag där det gemensamma uppdraget är att öka utbudet och efterfrågan på Fairtrade-märkta produkter. Föreningen för Fairtrade Sverige har omkring 40 medlemsorganisationer (fackföreningar, studieförbund, organisationer för bistånd och utveckling, ungdomsorganisationer, kyrkor, konsumentföreningar). Föreningen för Fairtrade Sverige är innehavande av ett 90-konto och är medlemmar av FRII (Frivilligorganisationernas insamlingsråd).
Fairtrade Sverige AB leds av VD Cecilia Ceder och ägs av Svenska kyrkan och Landsorganisationen, LO. Även Fairtrade Sverige AB är en icke-vinstdrivande organisation.[källa behövs]
Föreningen för Fairtrade arbetar med informationsspridning och opinionsbildning, medan bolaget främst arbetar med licensiering av Fairtrade-märket och att påverka återförsäljare av produkterna med exempelvis marknadsföring och utökning av sortiment.

## Om Fairtrade
Fairtrade är en oberoende produktmärkning som syftar till att förbättra arbets- och levnadsvillkor för odlare och anställda i länder med utbredd fattigdom genom rättvis handel. Fairtrades vision är en världshandel med rättvisa villkor där producenter har möjlighet att skapa sig en trygg och hållbar tillvaro, i vilken de kan utvecklas och bestämma över sin egen framtid. Märkningen innebär att produkten uppfyller de internationella Fairtrade-kriterierna, som grundar sig på ILO:s 8 kärnkonventioner. Exempelvis ska odlare och anställda garanteras rätten att organisera sig fackligt (konvention 1 och 2), inte utsättas för någon form av diskriminering (konvention 8) och inte tvingas till någon form av arbete (konvention 3 och 4). Utöver att kriterierna uppfylls ska de även garanteras ett minimipris samt få en extra premie för sålda varor som sedan används till att utveckla lokalsamhället i form av exempelvis utbildning, sjukvård, verktyg, bostäder etc.. Kriterierna kontrolleras genom det oberoende certifieringsorganet FLOCERT.
Fairtrade har ett uttalat mål att motverka fattigdom och stärka graden av medbestämmande och inflytande för människor i utvecklingsländer. Fairtrade vill se ett handelssystem som stärker odlare och anställda och skapar möjligheter för producenter att själva bestämma över sin egen framtid. En stor del av de Fairtrade-märkta varorna är också ekologiska och exempelvis Krav-märkta, men Fairtrade och Krav är oberoende av varandra. Produkter som är Fairtrade-märkta är försedda med en blå och grön symbol på svart botten. Tidigare, fram till 2004, användes en röd symbol.

## Fairtrade Fokus
Fairtrade Fokus är en kampanj som infaller varje år mellan den 5-18 oktober. Då samlas butiker och konsumenter, politiker och engagerade för att gemensamt sätta fokus på Fairtrade. Målet är att fler ska upptäcka hur lätt det är att göra skillnad för odlare och anställda i länder med utbredd fattigdom.

## World Fairtrade Challenge
World Fairtrade Challenge är en internationell kampanj som infaller i maj varje år som utmanar deltagare att fika Fairtrade-märkta produkter. Tidigare var kampanjen nationell och inträffade i oktober. Syftet är att sätta fokus på varför Fairtrade behövs och vilken skillnad det gör samt att sprida information om och öka kunskapen av Fairtrade-märkta produkter. År 2016 samlade Fairtrade Challenge över 540 000 fikadeltagare.

## Fairtrade City
Fairtrade City är en diplomering till kommuner som engagerar sig för rättvis handel och etisk konsumtion. Diplomeringen innebär att kommunen lever upp till kriterier och krav på rättvis handel i offentlig upphandling, att det bedrivs ett aktivt informationsarbete samt erbjuds ett utbud av Fairtrade-märkta produkter i butiker, på serveringsställen och arbetsplatser. Fairtrade City-diplomeringen har funnits sedan 2001 i Storbritannien och nu finns det över 1700 Fairtrade City-diplomerade kommuner i Europa, Nord- och Sydamerika, Afrika, Asien och Australien. Däribland städer som London, Bryssel, San Francisco, New Koforidua, Kumamoto, Wellington, Helsingfors, Köpenhamn och Oslo. 2006 lanserade Fairtrade Sverige konceptet Fairtrade City och den 17 maj 2006 diplomerades Malmö som Sveriges första Fairtrade City. Sedan dess har flera kommuner tagit krafttag för frågan om etisk konsumtion och 70 kommuner diplomerade i Sverige. Sedan 2015 diplomeras även regioner, och blir då en Fairtrade Region. Västmanland och Västra Götaland är de två regioner i Sverige som blivit diplomerade (uppdaterat februari 2017).